# The Scarlet Lily
The Scarlet Lily è un film muto del 1923 diretto da Victor Schertzinger.

## Produzione
Il film fu prodotto dalla B.P. Schulberg Productions (con il nome Preferred Pictures).

## Distribuzione
Distribuito dalla Associated First National Pictures, il film - presentato da B.P. Schulberg - uscì nelle sale cinematografiche USA il 15 luglio 1923.